# Municipio de Koper
El municipio de Koper (en esloveno: Mestna občina Koper, en italiano: Comune città di Capodistria) es un municipio de Eslovenia. Ubicado en la costa del mar Adriático en el suroeste del país, su sede es la ciudad de Koper. 
Con una población de 53.440 habitantes en 2021,el área está incluida en la Región estadística costera-kárstica.  El municipio es bilingüe (esloveno e italiano).

## Localidades
El municipio comprende las localidades de:
- Abitanti
- Babiči
- Barizoni
- Belvedur
- Bertoki
- ezovica
- Bočaji
- Bonini
- Boršt
- Bošamarin
- Brezovica pri Gradinu
- Brežec pri Podgorju
- Brič
- Butari
- Čentur
- Cepki
- Cerej
- Čežarji
- Črni Kal
- Črnotiče
- Dekani
- Dilici
- Dol pri Hrastovljah
- Dvori
- Elerji
- Fijeroga
- Gabrovica pri Črnem Kalu
- Galantiči
- Gažon
- Glem
- Gračišče
- Gradin
- Grinjan
- Grintovec
- Hrastovlje
- Hrvatini
- Kampel
- Karli
- Kastelec
- Kolomban
- Koper
- Koromači–Boškini
- Kortine
- Kozloviči
- Koštabona
- Krkavče
- Krnica
- Kubed
- Labor
- Loka
- Lopar
- Lukini
- Manžan
- Marezige
- Maršiči
- Močunigi
- Montinjan
- Movraž
- Olika
- Osp
- Peraji
- Pisari
- Plavje
- Pobegi
- Podgorje
- Podpeč
- Poletiči
- Pomjan
- Popetre
- Prade
- Praproče
- Predloka
- Pregara
- Premančan
- Puče
- Rakitovec
- Rižana
- Rožar
- Šalara
- Šeki
- Sirči
- Škocjan
- Šmarje
- Smokvica
- Socerb
- Sočerga
- Sokoliči
- Spodnje Škofije
- Srgaši
- Stepani
- Sveti Anton
- Tinjan
- Topolovec
- Trebeše
- Triban
- Trsek
- Truške
- Tuljaki
- Vanganel
- Zabavlje
- Zanigrad
- Zazid
- Zgornje Škofije
- Župančiči